# Anton de Kom-lezing
De Anton de Kom-lezing (tot 2007 LBR-lezing) is een jaarlijkse lezing over discriminatie en intolerantie. De eerste lezing werd gehouden door Alex van Stipriaan Luïscius op 1 juli 1999 ter gelegenheid van de opening van het nieuwe pand van het Landelijk Bureau ter bestrijding van Rassendiscriminatie (LBR). Sinds 2002 wordt de lezing gezamenlijk georganiseerd met het Verzetsmuseum Amsterdam. Met de naamsverandering in 2007 van het LBR naar Art.1, landelijk kenniscentrum op het gebied van discriminatie, kreeg de lezing ook een nieuwe naam. Met de vernoeming van de lezing naar de Surinaamse antikoloniale schrijver en verzetsstrijder Anton de Kom menen Art.1 en het Verzetsmuseum recht te doen aan de inhoud van de lezing. Sinds 2010 publiceert dagblad Trouw, als mediapartner, een verkorte versie van de lezing. Door het vervallen van de overheidssubsidie van Art.1 in 2012 moest er bezuinigd worden op onder andere de lezing. Vanaf 2013 is de lezing een samenwerking van het Verzetsmuseum Amsterdam en dagblad Trouw.
De lezing vraagt aandacht voor de strijd tegen intolerantie en discriminatie en voor de geschiedenis van minderheidsgroepen en hun positie in de Nederlandse samenleving.
Art.1 houdt zich bezig met het voorkomen en bestrijden van alle vormen van discriminatie. De organisatie, waarin de lokale antidiscriminatiebureaus en het LBR zijn samengevoegd, werd in 2007 gepresenteerd. 

## Lezingen

### LBR-lezing
- 1999 Alex van Stipriaan Luïscius - 1 juli: tussen symbool en actualiteit
- 2000 Winnie Sorgdrager - Antiracisme in Europa: kansen en valkuilen[1]
- 2001 Tahar Ben Jelloun - Apprendre à vivre ensemble - Leren samenleven[2]
- 2002 Clarence Lusane  - Hitler's Black Victims[3]
- 2003 Herman Obdeijn  en Mohamed Achahboun - Marokkanen in de Tweede Wereldoorlog[4]
- 2004 Gert Oostindie - Gebonden bevrijders: Surinaamse en Antilliaanse militairen, de Tweede Wereldoorlog en het kolonialisme[5]
- 2005 Geen lezing, wel een forum en discussie - Integratie, Duitsland als gidsland[6]
- 2006 Klaus Müller - Wie kan ik nog vertrouwen? Homoseksueel in nazi-Duitsland en bezet Nederland[7]

### Anton de Kom-lezing
- 2007 Peter Bergwerff - Vrij om recht te doen: (orthodox) geloof en homoseksualiteit[8]
- 2008 Gerard Spong - Bedreigde vrijheid: van slaven, hoeren, homo's, haatzaaiers, terroristen en de koran[9]
- 2009 Geen lezing
- 2010 Freek de Jonge - Geen titel[10][11]
- 2011 Ab Klink - Artikel 1 van de Grondwet: een cultuurscheppende bepaling[12][13]
- 2012 Elvira Sweet - De geestelijke vrijheid van Anton de Kom[14][15]
- 2013 Ad van Liempt - Onafhankelijke media, onder en boven de grond[16][17]
- 2014 Beatrice de Graaf - De vlam van het verzet. Nederlandse strijders in het buitenland, vroeger en nu.[18]
- 2015 Ernst Hirsch Ballin - Menselijke waardigheid: cultureel verschillend en toch universeel[19]
- 2016 Robert Vuijsje - Geen titel[20][21]
- 2017 Franc Weerwind - Bruggen bouwen[22][23]
- 2018 Marion Bloem - Diversiteit[24][25]
- 2019 Kathleen Ferrier - Breuklijnen en bruggen[26][27]
- 2020 Abdelkader Benali[28]
- 2021 Chan Santokhi - De kracht van het verschil[29][30]
- 2022 ?
- 2023 Akwasi Owusu Ansah - [31]
- 2024 Linda Nooitmeer - De mythe van de sterke zwarte vrouw[32]